# Chong Hyon-jong
Chong Hyon-jong (* 17. Dezember 1939 in Seoul) ist ein südkoreanischer Lyriker.

## Leben
Chong Hyon-jong wurde 1939 geboren. Wie die meisten seiner Generation wurde sein Leben sehr stark durch die Nachkriegszeit und die Ereignisse der Demokratiebewegung geprägt. Ab der Mittel- und Oberschule beschäftigte er sich mit Literatur, Musik, Ballett, Philosophie und studierte anschließend Philosophie an der Yonsei-Universität. 1965 erschienen seine Erstlingswerke Solo Tanz und Lied des Sommers und des Winters. Ein Treffen mit dem Literaturkritiker Kim Hyŏn gab seinen Werken, die bis dahin auf den schmerzvollen Tod nach dem Leben fokussiert waren, eine entscheidende Wende.
Mit Anfang 30 begann Chong Hyon-jong als Journalist für eine Tageszeitung zu schreiben. Aus dieser Zeit stammen die Gedichtbände Traum von einem Gegenstand (1972) und Festival des Schmerzes (1974). Im Alter von 38 Jahren wurde Chong als Professor für Kreatives Schreiben an der Seouler Hochschule für Künste berufen. Gegenwärtig ist er Professor für Koreanische Literatur an der Yonsei-Universität. Basierend auf seinen Schuldgefühlen im Zusammenhang mit dem Kwangju-Aufstand entstand 1984 sein Gedichtband Wie ein Ball, der wieder hochspringt. Seinen vierten Gedichtband veröffentlichte er 1989 zusammen mit der Essaysammlung Entzückung des Lebens. Im gleichen Jahr erschien auch der von ihm übersetzte Gedichtband Zwanzig Liebesgedichte und ein Lied der Verzweiflung von Pablo Neruda. Für seine Übersetzungsarbeit erhielt er die Pablo Neruda-Medaille.
1992 im Alter von 53 Jahren erschien sein fünfter Gedichtband Eine Blume, sieben Jahre später Durst und Quelle zugleich. 2002 erschien Festival der Schmerzen und 2003 Fliege Bus, fliege!.
Chong zählt zu den repräsentativsten Dichtern der so genannten Han'gŭl-Generation, jener Literaten, denen der Gebrauch der eigenen Sprache nach der Befreiung von der japanischen Kolonialherrschaft noch nicht vertraut war und die Koreanisch erst systematisch erlernen mussten. Seine Gedichte überwanden die in der Kolonialzeit gängigen lyrischen Sprachstile und Emotionen, wodurch er die koreanische Lyrik reformierte.

## Arbeiten

### Koreanisch
- 사물의 꿈 (Der Traum der Dinge) Seoul: Munhak-kwa chisŏngsa, 1972
- 나는 별아저씨 (Ich bin der Sternenonkel) Seoul: Munhak-kwa chisŏngsa, 1978
- 떨어져도 튀는 공처럼 (Wie ein Ball, der wieder hochspringt) Seoul: Munhak-kwa chisŏngsa, 1984
- 사랑할 시간이 많지 않다 (Es gibt nicht viel Zeit zu lieben) Seoul: Segyesa, 1989
- 세상의 나무들 (Die Bäume dieser Erde) Seoul: Munhak-kwa chisŏngsa, 1995
- 갈증이며 샘물인 (Durst und Quelle zugleich) Seoul: Munhak-kwa chisŏngsa, 1998

### Übersetzungen

#### Deutsch
- Unter den Menschen ist eine Insel Konstanz: Am Hockgraben Verlag 1996
- Mystik der Wege / Schnecke auf dem Gesicht eines Löwen / Was denkt? / Hegemonie in: die horen. Zeitschrift für Literatur, Kunst und Kritik, 41. Jg., 4/96

#### Englisch
- Day-Shine: Poems by Chong Hyon-jong N.Y.: Cornell East Asia Program 1998
- Trees of the World: Collected Poems of Hyonjong Chong Columbia University Press 2005
- Cracking the shell: Three Korean Ecopoets Homa & Sekey Books 2006 ISBN 978-1931907408

#### Spanisch
- El tiempo transparente: cuatro poetas coreanos contemporaneos Lima: Pontificia Universidad Catolica del Peru 1996
- El tiempo transparente Lima: Pontificia Universidad Catolica Del Peru 2000

## Auszeichnungen
- 2006 – Wissenschaftspreis der Provinz Süd-Kyŏngsang in der Kategorie Kunst
- 2004 – Pablo Neruda Medaille
- 2004 – Kongch'o Literaturpreis
- 2001 – Midang Literaturpreis
- 1996 – Taesan Literaturpreis
- 1995 – Preis für zeitgenössische Literatur
- 1992 – Isan Literaturpreis
- 1978 – Autorenpreis für koreanische Literatur